# Avenida El Sol
La avenida El Sol o Mut'uchaka (del quechua: Puente cortado o mutilado) es una de las principales avenidas de la ciudad de Cusco, en el Perú. Se extiende de noroeste a sureste atravesando gran parte del Centro Histórico y siguiendo el recorrido del río Saphy que fuera entubado durante la época incaica.
Desde 1972 la vía forma parte de la Zona Monumental del Cusco declarada como Monumento Histórico del Perú. Asimismo, en 1983 al ser parte del casco histórico de la ciudad del Cusco, forma parte de la zona central declarada por la UNESCO como Patrimonio Cultural de la Humanidad. y en el 2014, al formar parte de la red vial del Tawantinsuyo volvió a ser declarada como patrimonio de la humanidad.

## Historia
Hasta inicios del siglo XX, el trazado de la avenida correspondía al cauce canalizado del río Saphy. Entre los años 1911 a 1931 se culminó con la canalización de todo el trayecto de este río dando lugar a la actual avenida. Hacia 1927, con la culminación del último tramo de canalización entre Puente Rosario (altura del Coricancha) y la Estación de Wanchaq, la avenida se constituyó en la principal vía de la ciudad y en ella se construyeron edificaciones institucionales como el Teatro Municipal (1930), el local del Banco Italiano y varios comercios. Hacia 1940, esta avenida fue pavimentada y recibió, además los locales del Banco Gibson (hoy desaparecido), Popular y Agropecuario, el Club Cusco y el Hotel Savoy.

## Recorrido
Se inicia en la calle Mantas, cerca de la plaza de Armas del Cuzco siguiendo el trayecto del río Saphy que fuera entubado desde la época inca. En su primera cuadra presenta al Colegio La Merced y el Museo de Arte Popular de la Municipalidad del Cusco. También aloja restaurantes y tiendas de turismo así como las agencias del Banco de Crédito del Perú y el Interbank.  En su segunda cuadra, en la esquina con la Calle Almagro, se ubica la sucursal del Banco de la Nación y el Palacio de Justicia. Se encuentra también el local central del Club de Leones así como las sedes departamentales de la RENIEC y el INEI. La tercera y cuarta cuadra acogen diversos locales de comercio así como agencias de entidades financieras, el Consulado de los Estados Unidos de América y la sede principal de la Universidad Andina del Cusco.
En la quinta cuadra de la avenida se encuentra el Qorikancha, el Mural Cusco y el Centro Qosqo de Arte Nativo. Asimismo, en la esquina con la Avenida Garcilaso de la Vega se levanta el edificio de los Correos.
Hacia el final de su sexta cuadra, la avenida confluye junto a la avenida Tullumayo en la avenida San Martín frente a la Estación de Wanchaq y forman el parque Pumaqchupan.

#### Libros y publicaciones
- Angles Vargas, Víctor (1988). Historia del Cusco Incaico Tomo I. Lima: Industrialgráfica S.A.
- Coronado Esquivel, Jessica; Apaza Callañaupa, Roel (2017). «La modernización de la ciudad y su salubridad: la canalización del Cusco a principios del siglo XX». Summa Humanitatis 9 (1). Consultado el 7 de octubre de 2019.

- Datos: Q19588354
- Multimedia: El Sol avenue / Q19588354